# Еньовица
Река Еньовица извира в близост до землището на село Владовци, намиращо се в Тревненския дял на Стара планина. По пътя си тя преминава последователно през селата Шодековци, Габровци и Пъровци. Река Еньовица се влива в река Белица при село Нацовци. Дължината на реката е 10 километра.